# Pont de la baie de l'Amour
Le pont de la baie de l'Amour (en russe : Мост через Амурский залив, Most tcherez Amourski zaliv) est un pont surbaissé (en) qui relie la péninsule De Vries dans le raïon de Nadejda à la péninsule de Mouraviov-Amourski au quartier de Sedanka (ru) dans le nord de Vladivostok. Il fait partie de l'autoroute Novi (ru)— De Vries — Patrokl (ru), et est construit dans le cadre du sommet (en) de l'APEC de 2012, avec deux autres ponts, ceux de l'île Rousski et de la Corne d'Or.

## Caractéristiques
- Longueur du pont : 4 364 mètres
- Nombre de voies : 4
- Vitesse maximale : 90 km/h

Le pont offre une nouvelle voie de sortie pour la ville de Vladivostok. Le trafic était auparavant contraint d'emprunter l'A370 ou la 05H-295, sur la péninsule de Mouriavov-Amourski.

## Histoire
La construction du pont commence en novembre 2009 en préparation du sommet de l'APEC à Vladivostok en 2012, par l'entreprise Pacific Bridge Construction Company. Son inauguration a lieu le 11 août 2012.

## Galerie

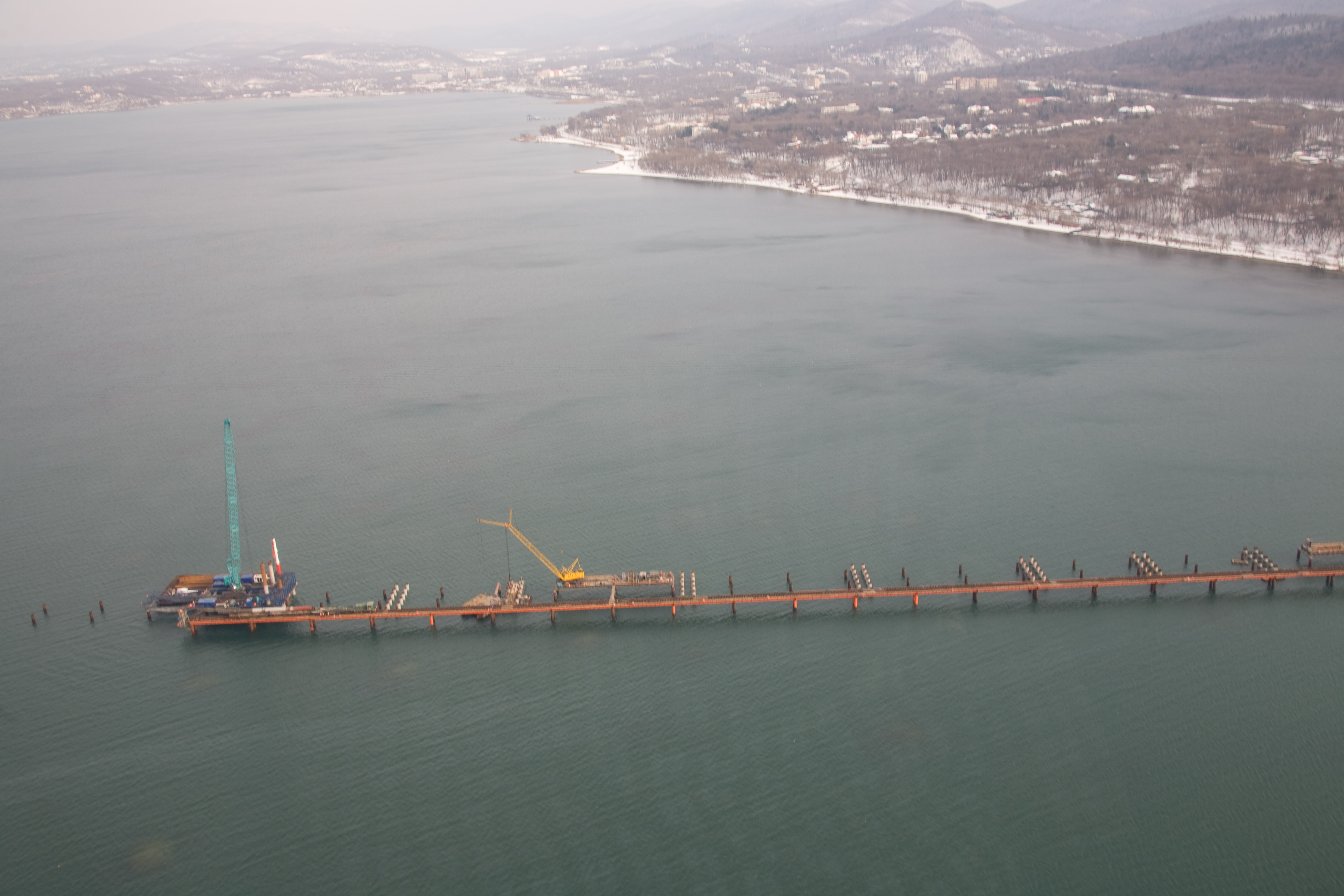
Construction du pont en décembre 2010
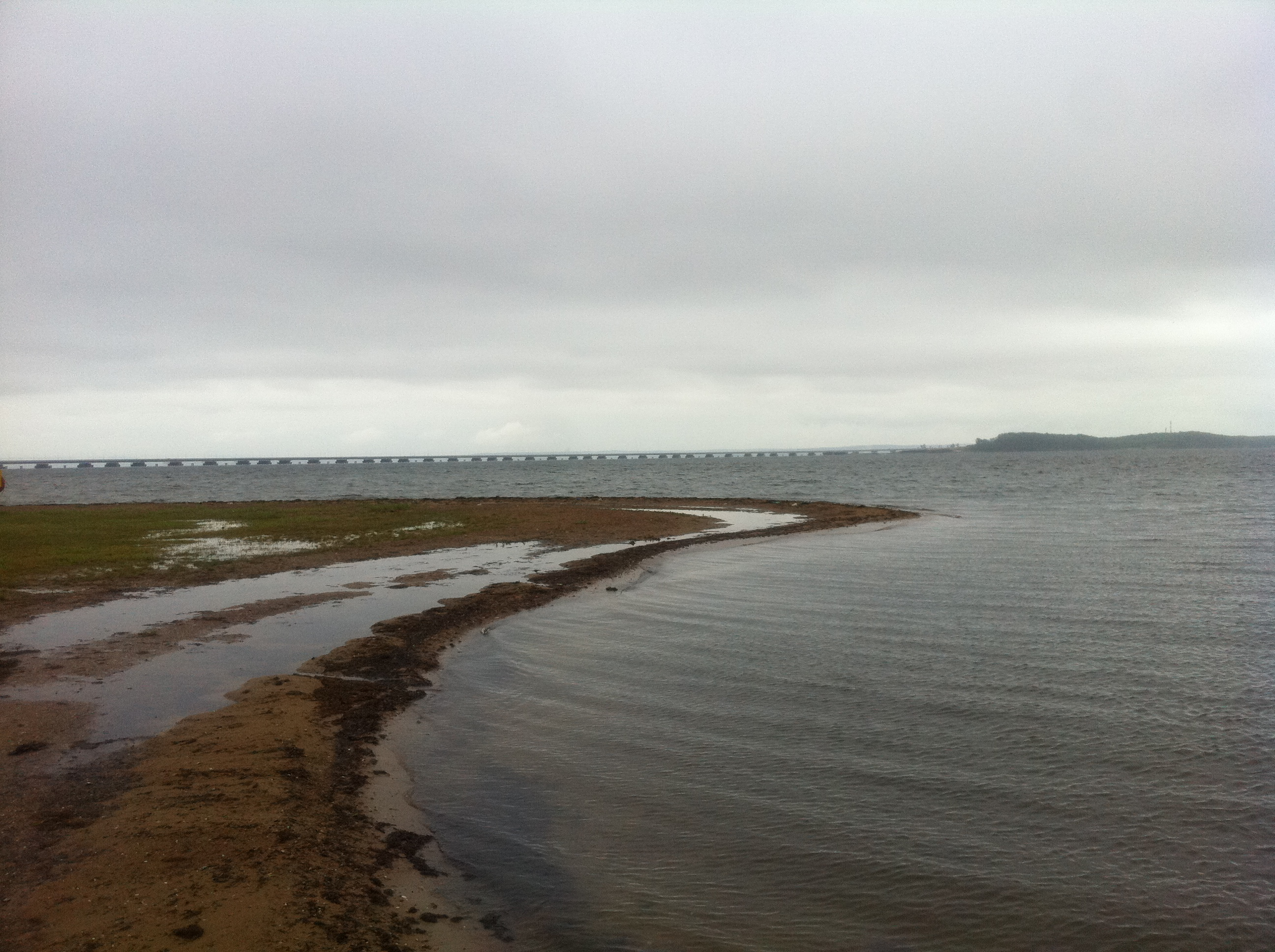
Vue du pont